# Aeropuerto Internacional Kuala Namu
El Aeropuerto Internacional Kuala Namu (indonesio: Bandar Udara Internasional Kuala Namu) (código IATA: KNO, código OACI: WIMM) es un aeropuerto localizado en Medan, Indonesia.

## Aerolíneas y destinos

### Pasajeros
| Aerolíneas         | Destinos |
| ------------------ | --- |
| AirAsia            | Kuala Lumpur–Internacional, Langkawi, Penang |
| Batik Air          | Chennai, Yakarta–Halim Perdanakusuma, Yakarta–Soekarno-Hatta, Kuala Lumpur–Internacional, Penang, Singapur                                                            |
| Batik Air Malaysia | Kuala Lumpur–Internacional |
| Citilink           | Banda Aceh, Batam, Gunungsitoli, Yakarta–Halim Perdanakusuma, Yakarta–Soekarno-Hatta, Kuala Lumpur–Internacional, Pekanbaru, Penang, Sibolga Estacional: Yeda, Medina |
| Firefly            | Penang |
| flynas             | Chárter: Yeda |
| Garuda Indonesia   | Yakarta–Soekarno-Hatta Estacional: Yeda, Medina |
| Indonesia AirAsia  | Bangkok–Don Mueang, Yakarta–Soekarno-Hatta, Kuala Lumpur–Internacional, Penang                                                                                        |
| Lion Air           | Banda Aceh, Batam, Yakarta–Soekarno-Hatta, Penang, Pontianak, Surabaya, Yogyakarta–Internacional Estacional: Yeda, Medina                                             |
| Malaysia Airlines  | Kuala Lumpur–Internacional |
| Qatar Airways      | Doha |
| Singapore Airlines | Singapur |
| Super Air Jet      | Bandung–Kertajati, Denpasar, Yakarta–Soekarno-Hatta, Padang, Palembang                                                                                                |
| Susi Air           | Blangkejeren, Blangpidie, Silangit, Tapaktuan |
| Wings Air          | Gunungsitoli, Lhokseumawe, Meulaboh, Pekanbaru, Sibolga, Simeulue, Takengon                                                                                           |

1. ↑  «AirAsia announces direct flights from Medan to Langkawi - Citizens Journal» (en inglés estadounidense). 16 de noviembre de 2023. Consultado el 9 de diciembre de 2023.
2. ↑  Chennai es continuación del vuelo a Kuala Lumpur–Internacional con el mismo número
3. ↑  batik-air-layani-rute-sumatera-utara-ke-kuala-lumpur-dan-penang
4. 1 2  «Citilink Buka Tiga Rute Penerbangan Baru dari Medan».
5. ↑  Pontianak es continuación del vuelo a Batam con el mismo número
6. ↑  Surabaya es continuación del vuelo a Batam con el mismo número
7. ↑  Denpasar es continuación del vuelo a Bandung-Kertajati con el mismo número
8. ↑  «Rancak Horas! Super Air Jet Buka Rute Padang-Medan Mulai 24 Januari» (en indonesian). 16 de enero de 2024. Consultado el 16 de enero de 2024.
9. ↑  Satiran. «Wings Air Kembali Layani Penerbangan ke Dataran Tinggi Gayo». rri.co.id - Portal berita terpercaya (en indonesio). Consultado el 27 de octubre de 2023.

- Datos: Q4273083
- Multimedia: Kualanamu International Airport / Q4273083